# غلنتين

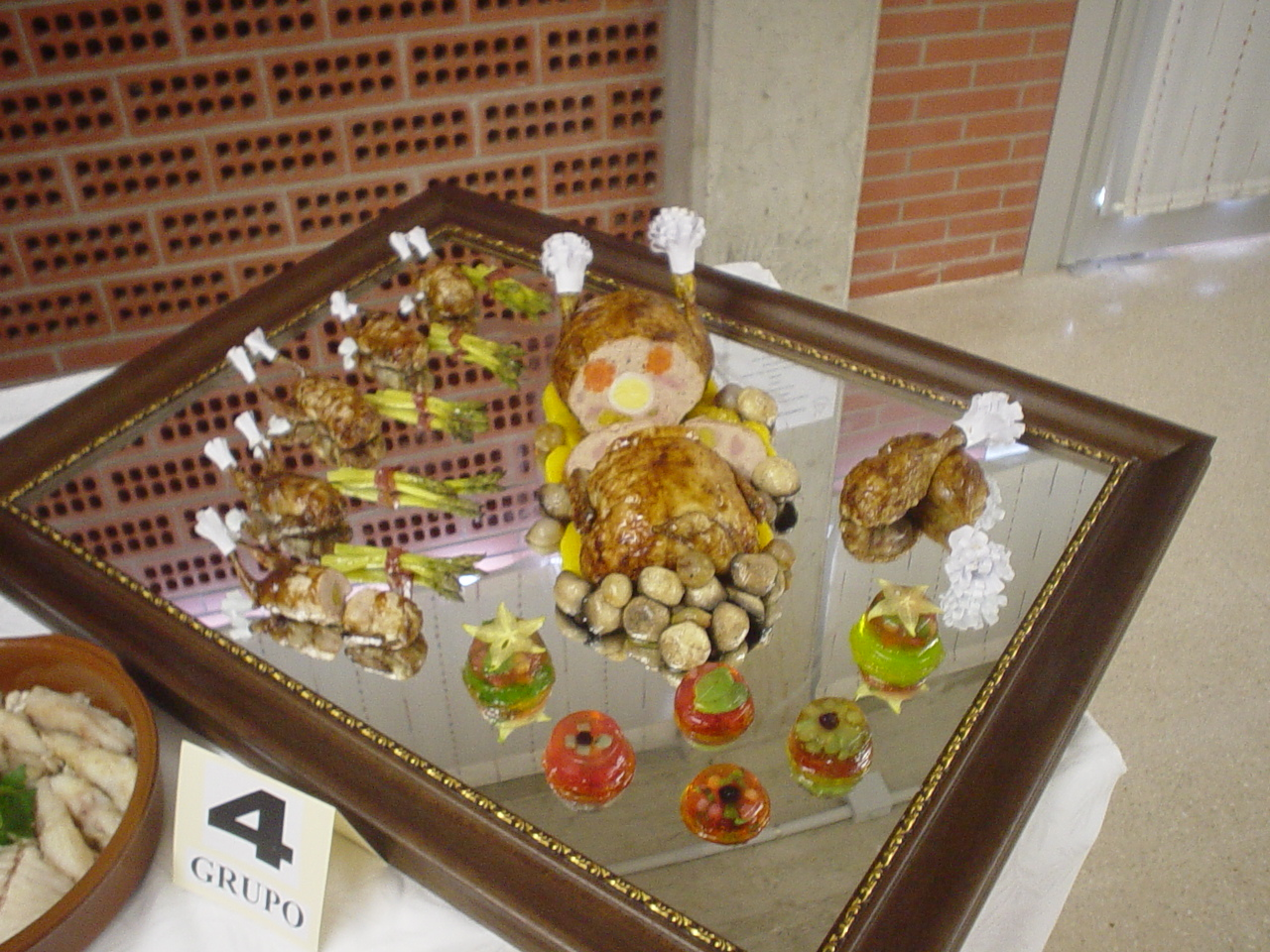
غلنتين البط

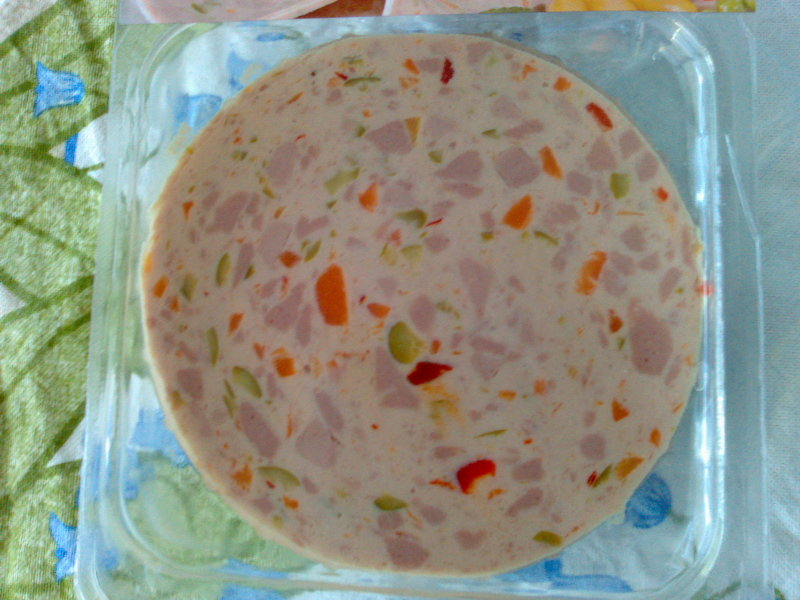
غلنتين بالخضار

الغَلَنتين أو الجَلَنيتن في المطبخ الفرنسي هو طبق من اللحم المحشو منزوع العظم، وغالبًا ما يكون الدجاج أو السمك يُسلق ويُقدم باردً، ويغلب تغطيته بالأسبك. يُحشى الغلنتين باللحم المفروم ويُشكّل على شكل أسطوانة.